# Ivan Brkić
Ivan Brkić (Koprivnica, 29 juni 1995) is een Kroatisch voetballer die als doelman speelt. Hij speelt in eigen land bij NK Istra 1961.

## Clubcarrière
Brkić komt uit de jeugdopleiding van NK Istra 1961. Hij debuteerde in de Prva HNL op 21 april 2014 tegen NK Slaven Belupo. De wedstrijd eindigde in een 3-3 gelijkspel. Tijdens zijn eerste seizoen kwam hij tot een totaal van vier competitieduels. In augustus 2014 werd hij gelinkt met Chelsea.

## Carrièrestatistieken
| Seizoen                            | Club          | Land    | Competitie | Wed. | Goals |
| ---------------------------------- | ------------- | ------- | ---------- | ---- | ----- |
| 2013/14                            | NK Istra 1961 | Kroatië | Prva HNL   | 4    | 0     |
| 2014/15                            | NK Istra 1961 | Kroatië | Prva HNL   | 18   | 0     |
| Totaal                             | Totaal        | Totaal  | Totaal     | 22   | 0     |
| Bijgewerkt tot en met 15 mei 2015. |               |         |            |      |       |

1 Brkić ·
2 Gojković ·
3 Žižić ·
5 Vukman ·
6 Ojdanić ·
8 Grković ·
9 Nikolić ·
10 Bouhna ·
12 Iveša ·
13 Gregov ·
14 Barišić ·
15 Matoš ·
16 Pavlović ·
17 Tomić  ·
18 Đurić ·
20 Mišić ·
21 Zlomislić ·
23 Svraka ·
24 Repić ·
25 Hadžić ·
26 Heister ·
27 Zolotić ·
29 Franić ·
99 Kasalica ·
Coach: Panadić